# كورت شيرا
كورت شيرا (13 سبتمبر 1931 – 17 مايو 1983) هو ملاكم من محمية سار راحل، مثّل بلاده في الألعاب الأولمبية الصيفية 1952.

## روابط خارجية
كورت شيرا على موقع أوليمبيديا (الإنجليزية)